# Fitzsimmons-Nunatakker
Die Fitzsimmons-Nunatakker sind eine Gruppe kleiner Nunatakker im ostantarktischen Viktorialand. Sie liegen 43 km ostnordöstlich des zu den Outback-Nunatakkern gehörenden Welcome Mountain und 13 km südöstlich der Helliwell Hills.
Der United States Geological Survey kartierte sie anhand eigener Vermessungen und Luftaufnahmen der United States Navy aus den Jahren von 1959 bis 1964. Das Advisory Committee on Antarctic Names benannte sie 1970 nach John M. Fitzsimmons, Biologe auf der McMurdo-Station zwischen 1965 und 1966.